# (400152) 2006 VO12
(400152) 2006 VO12 es un asteroide perteneciente a asteroides que cruzan la órbita de Marte, descubierto el 11 de noviembre de 2006 por el equipo del Lincoln Near-Earth Asteroid Research desde el Laboratorio Lincoln, Socorro, Nuevo México.

## Designación y nombre
Designado provisionalmente como 2006 VO12.

## Características orbitales
2006 VO12 está situado a una distancia media del Sol de 2,554 ua, pudiendo alejarse hasta 3,542 ua y acercarse hasta 1,565 ua. Su excentricidad es 0,387 y la inclinación orbital 27,00 grados. Emplea 1490,95 días en completar una órbita alrededor del Sol.

## Características físicas
La magnitud absoluta de 2006 VO12 es 16,7.